# Mama Africa
Mama Africa ist das fünfte Studioalbum von Peter Tosh und das letzte, das zu Lebzeiten veröffentlicht wurde. Er nahm es im Laufe des Frühjahrs 1983 in den Dynamic Sound Studios in Kingston (Jamaika) auf.
Es war seine kommerziell erfolgreichste Langspielplatte außerhalb Jamaikas. In Großbritannien und den Vereinigten Staaten wurde es im April 1983 veröffentlicht. In den USA konnte sich das Album in den Charts platzieren und stieg bis auf Position 59.

## Stil und Entstehung
Auf Mama Africa legte Tosh sein Augenmerk weniger als bei den vorherigen Alben auf die Textaussagen, sondern konzentrierte sich auf die Musik, die er gemeinsam mit Chris Kimsey produzierte. Dabei mischte er neue Lieder mit Neuaufnahmen älterer Songs, so seine eigenen Titel Stop That Train und Maga Dog aus seiner Zeit bei den Wailers. Vom Titeltrack, den karibischer Flair und Afrobeat kennzeichnet, über das Anti-Atomraketen-Lied Peace Treaty mit den Geräuschen fallender Bomben bis zu einer eigenwilligen Interpretation von Chuck Berrys Johnny B. Goode, die sich zu einem „absoluten Crescendo der Klänge“ entwickelt, bewegte Tosh sich sicher durch verschiedene Stilrichtungen. Mit Carlton Davis und Lebert Morrison sowie Sly & Robbie standen Tosh als Rhythm Section zwei unterschiedliche Duos zur Seite. Die Backing Vocals dreier Stücke der LP wurden von den Tamlins, dem zu jener Zeit in der Reggaemusik meistbeschäftigten Vokalensemble seiner Art bestritten. Auch Betty Wright ist auf der LP zu hören. Gitarre spielte Donald Kinsey, der auch den Song Where You Gonna Run für die LP schrieb.

## Titelliste
1. Mama Africa
2. Glass House
3. Not Gonna Give It Up
4. Stop That Train
5. Johnny B. Goode (Chuck Berry)
6. Where You Gonna Run (Donald Kinsey)
7. Peace Treaty
8. Feel No Way
9. Maga Dog

## Auskopplungen
Einen Monat vor der Langspielplatte war „Johnny B. Goode“ als Single ausgekoppelt und veröffentlicht worden, auf deren B-Seite sich mit Peace Treaty_ ein weiterer Song des Albums befindet. Die Single wurde auf beiden Seiten des Atlantiks ein kleinerer Hit (Platz 48 in den UK-Charts und Platz 84 in den US-Hot-100). In Großbritannien wurden im Mai und September des Jahres mit Where You Gonna Run (B-Seite: Stop That Train) und Mama Africa (B-Seite: Not Gonna Give It Up) zwei weitere Singleauskopplungen herausgebracht, von denen es aber keine in die Hitparade schaffte.

## Wiederveröffentlichung
Im Jahre 2002 wurde Mama Africa digital nachbearbeitet auf CD veröffentlicht. Die Neuabmischung enthielt mit jeweils einer langen Version (long version) von Johnny B. Goode und Where You Gonna Run sowie der Single-Version von Mama Africa drei zusätzliche Tracks.